# Aşağışevik, Bayramiç
Aşağışevik là một xã thuộc huyện Bayramiç, tỉnh Çanakkale, Thổ Nhĩ Kỳ. Dân số thời điểm năm 2011 là 37 người.